# Alfred Lanctôt
Alfred Lanctôt (Sherbrooke, 14 aprile 1912 – Rulenge, 31 maggio 1969) è stato un missionario e vescovo cattolico canadese.

## Biografia
Nato in Québec, compì gli studi liceali nel seminario Saint-Charles-Borromée di Sherbrooke e nel 1932 entrò nella congregazione dei Padri bianchi a Cartagine. Fu ordinato prete nel 1936.
Partì per le missioni della sua congregazione nel vicario apostolico di Bukoba, nel Tanganica: nel 1948 rientrò in Canada e fu posto a capo della comunità dei Padri bianchi di Saint-Boniface, presso Winnipeg, in Manitoba.
Nel 1951 fu eletto vescovo titolare di Avenza e vicario apostolico di Bukoba.
Quando, nel 1953, fu istituita la gerarchia ecclesiastica in Tanzania, fu trasferito alla sede residenziale di Bukoba; nel 1960 fu trasferito alla neo-eretta diocesi di Rulenge.
Con l'aiuto delle Suore missionarie di Nostra Signora degli Angeli, fondò la congregazione indigena delle Figlie di Santa Bernardetta.
Prese parte al Concilio Vaticano II.
Morì di infarto nel 1969.

## Genealogia episcopale
La genealogia episcopale è:
- Cardinale Scipione Rebiba
- Cardinale Giulio Antonio Santori
- Cardinale Girolamo Bernerio, O.P.
- Arcivescovo Galeazzo Sanvitale
- Cardinale Ludovico Ludovisi
- Cardinale Luigi Caetani
- Cardinale Ulderico Carpegna
- Cardinale Paluzzo Paluzzi Altieri degli Albertoni
- Papa Benedetto XIII
- Papa Benedetto XIV
- Papa Clemente XIII
- Cardinale Marcantonio Colonna
- Cardinale Giacinto Sigismondo Gerdil, B.
- Cardinale Giulio Maria della Somaglia
- Cardinale Carlo Odescalchi, S.I.
- Cardinale Costantino Patrizi Naro
- Cardinale Serafino Vannutelli
- Cardinale Domenico Serafini, Cong. Subl. O.S.B.
- Cardinale Pietro Fumasoni Biondi
- Cardinale Ildebrando Antoniutti
- Vescovo Alfred Lanctôt, M.Afr.